# Molophilus (Molophilus) opulus
Molophilus (Molophilus) opulus is een tweevleugelige uit de familie steltmuggen (Limoniidae). De soort komt voor in het Australaziatisch gebied.